# Ölsjön (Ramsbergs socken, Västmanland)
Ölsjön är en sjö i Lindesbergs kommun i Västmanland och ingår i Norrströms huvudavrinningsområde. Sjön är 25,2 meter djup, har en yta på 0,748 kvadratkilometer och befinner sig 162,1 meter över havet. Sjön avvattnas av vattendraget Sverkestaån (Ramshytteån). Vid provfiske har bland annat abborre, gers, löja och mört fångats i sjön.

## Delavrinningsområde
Ölsjön ingår i det delavrinningsområde (662948-147024) som SMHI kallar för Utloppet av Ölsjön. Medelhöjden är 223 meter över havet och ytan är 21,92 kvadratkilometer. Räknas de 4 avrinningsområdena uppströms in blir den ackumulerade arean 45,84 kvadratkilometer. Sverkestaån (Ramshytteån) som avvattnar avrinningsområdet har biflödesordning 3, vilket innebär att vattnet flödar genom totalt 3 vattendrag innan det når havet efter 236 kilometer. Avrinningsområdet består mestadels av skog (88 procent). Avrinningsområdet har 0,74 kvadratkilometer vattenytor vilket ger det en sjöprocent på 3,4 procent. Bebyggelsen i området täcker en yta av 0,15 kvadratkilometer eller 1 procent av avrinningsområdet.

## Fisk
Vid provfiske har följande fisk fångats i sjön:
- Abborre
- Gärs
- Löja
- Mört
- Siklöja